# Mecyna
Mecyna là một chi bướm đêm thuộc họ Crambidae.

## Các loài
- Mecyna andalusica Staudinger, 1879
- Mecyna asinalis Hübner, 1819
- Mecyna auralis Peyerimhoff, 1872
- Mecyna biternalis Mann, 1862
- Mecyna flavalis Denis & Schiffermüller, 1775
- Mecyna lutealis Duponchel, 1833
- Mecyna marcidalis Fuchs, 1879
- Mecyna pontica Staudinger, 1879
- Mecyna subsequalis Herrich-Schäffer, 1851
- Mecyna trinalis Denis & Schiffermüller, 1775